# Utekáč
Utekáč es un municipio del distrito de Poltár en la región de Banská Bystrica, Eslovaquia, con una población estimada a final del año 2024 de 825 habitantes.
Se encuentra ubicado en el centro de la región, cerca del río Ipoly —un afluente izquierdo del Danubio— y de la frontera con Hungría.

## Demografía
| Año        | 1994 | 2004     | 2014     | 2024     |
| ---------- | ---- | -------- | -------- | -------- |
| Población  | 1299 | 1142     | 1005     | 825      |
| Diferencia |      | −12,08 % | −11,99 % | −17,91 % |

| Año        | 2023 | 2024    |
| ---------- | ---- | ------- |
| Población  | 837  | 825     |
| Diferencia |      | −1,43 % |